# Carmen Martín
Carmen Dolores Martín Berenguer (Almeria, 29 de maio de 1988) é uma handebolista profissional espanhola, medalhista olímpica.
Fez parte do elenco medalhista de bronze nos Jogos Olímpicos Londres 2012, com quatro atuações e treze gols.